# Schizachyrium sericatum
Schizachyrium sericatum är en gräsart som först beskrevs av Jason Richard Swallen, och fick sitt nu gällande namn av Gould. Schizachyrium sericatum ingår i släktet Schizachyrium och familjen gräs. Inga underarter finns listade i Catalogue of Life.